# Торуд и Чах-е Ширин
Торуд и Чах-е Ширин (перс. کوه طرود – چاه شیرین) - горный массив, расположенный в 70 км к юго-востоку от Семнана. Самым высоким пиком массива является гора Чах-е Ширин. Поскольку массив крайне слабо населен, он отличается очень большим биоразнообразием. Это — узкий и длинный массив, простирающийся примерно на 100 км в длину и около 10 км в ширину, состоящий из скал вулканического происхождения из периода среднего эоцена и лакколитов из периода олигоцена. 

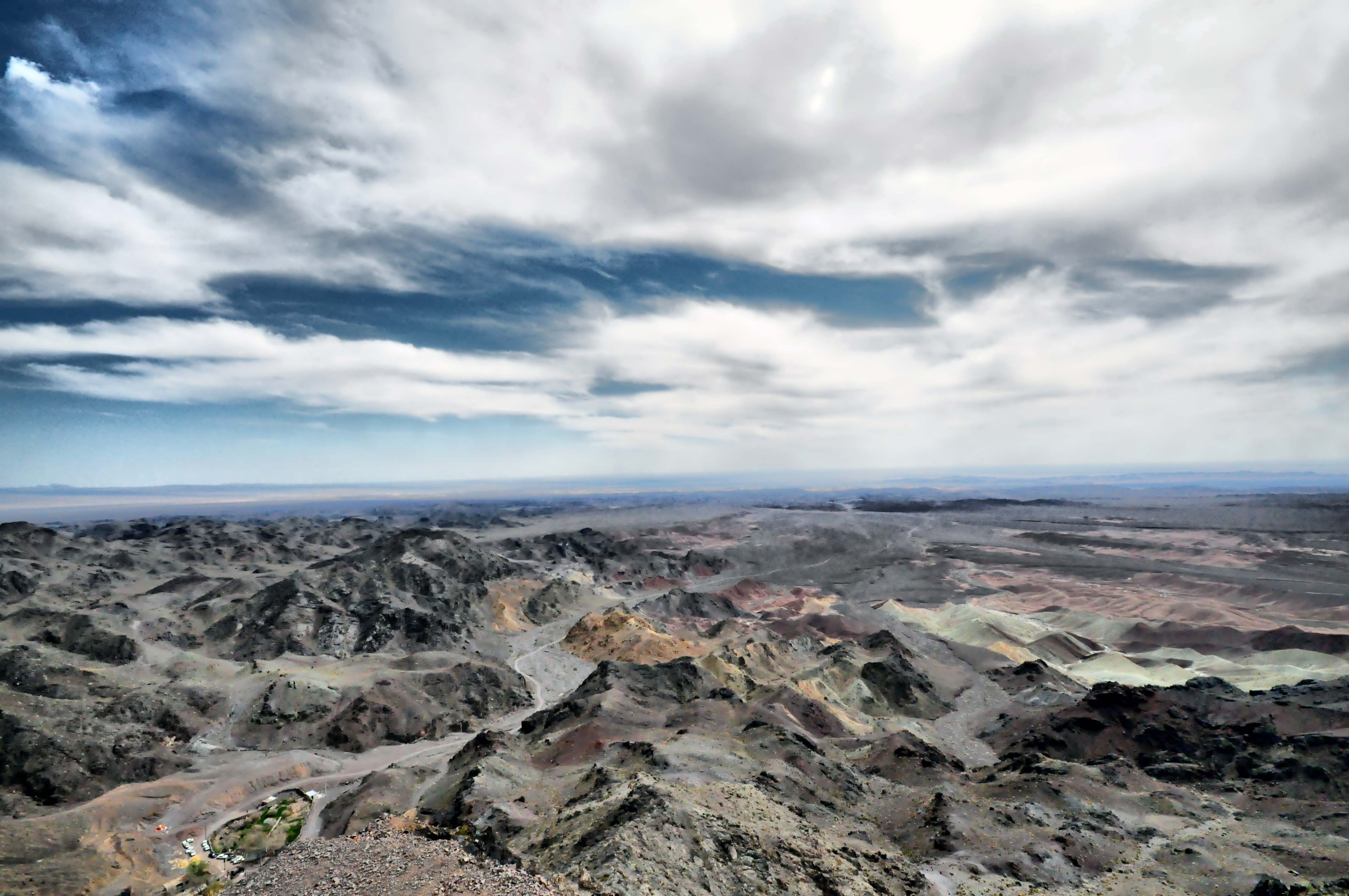
Панорама горного массива Торуд-Чах-е Ширин около поселка Сар-и Тахт

## Этимология
Название «торуд» представляет собою множественное число от арабского слова «тард», означающее «далеко расположенный». Другое толкование слова — от персидского «тах-е руд», то есть, конец реки, поскольку здесь завершали течение две большие реки. Чах переводится как колодец, а ширин — сладкий или пресный, то есть, выражение «Чах-е Ширин» означает «колодец (яма) с пресною водою».

## География
В горном поясе Торуд-Чах-е Ширин находятся исключительно богатые месторождения меди, железа, свинца, цинка и золота. Массив с точки зрения географического положения расположен между пустыни Деште-Кевир на юге и впадины Хаджи-Алколи на севере. Название он получил по Чах-е ширину, западной горе с самою большой высотою, а также населенному пункту Торуд, расположенному в крайней восточной части массива. Массив Торуд-Чах-е Ширин простирается в направлении с северо-востока на юго-запад. Он представляет собою центральную часть горной системы длиною в 300 км, которая на северо-западе примыкает к Эльбурсу, а в восточном направлении простирается по долине Муре. С орографической точки зрения массив Торуд-Чах-е Ширин не представляет собою единственное целостное пространство, и его можно разделить на четыре вытянутые части — гору Чах-е Ширин высотою 2342 м и длиною 15 км, более низкую центральную массу (до 1690 м) и длиною в 20 км, а затем — три поперечные параллельные горы Каджу (2090 м), Пещки (1883 м) и Кале-йе Дохтар (2274 м), и, наконец, физически гомогенный массив,  простирающийся в длину на 50 км, с Дарестаном как самою большою вершиной (2311 м). Приблизительно в половине его длины горный массив пересечен Рашманским перевалом (1730 м).

## География населения
Из-за географической изолированности регион массива Торуд-Чах-е Ширин он очень слабо населен, и на его склонах существует всего восемь населенных пунктов, где живут всего около 1250 человек (перепись из 2006 года). Все населенные пункты расположены на восточной половине массива, начиная от Рамшанского перевала и до Торуда. На южной стороне это — Ращм и Сусан-Вар, расположенные в скалистом подножье на высоте приблизительно 1200 м над уровнем моря. С противоположной стороны массива на расстоянии 4 км расположены поселения Тучах, Кух-Зар, Щими и Нова, все они находятся в зеленых горных оазисах на высоте от 1600 од 1800 м. На крайнем востоке массива находятся ещё и Зарки и Сар-и Тахт, которые, в отличие от вышеперечисленных населенных пунктов, с административной точки зрения относятся не к Дамганскому, а к Шахрудскому округу. Среди этих населенных пунктов самый большой — Кух-Зар с 494 и Ращм с 327 жителями.
Примерно на десять километров южнее от скалистой местности, в поясе, где почва аллювиального происхождения переходит в полупустынную, находятся ещё Малюман, Хусейниян и Сеянг (Дамганский округ), и Саве, Мехдиабад, Бидестан и  Торуд (Шахрудский округ). Традиционная экономическая деятельность этих мест включает в себя: земледелие и скотоводство, а с конца XX в. из-за открытия месторождений и развития туризма быстро развивается и сектор услуг. Три исторических памятника в окрестностях массива — это гробницы имам-заде Аббаса в Ращме и имам-заде Пир-Мардана у Сар-Тахта, а также караван-сарай на северном выходе из Ращманского перевала.

## Флора и фауна
Из-за суровых климатических условий склоны массива Торуд-Чах-е Ширин весьма слабо покрыты лесом, и из флоры там преобладают низкие растения, за исключением небольших горных оазисов, где растут фисташки и миндаль. На южных аллювиальных склонах с теплым климатом растут финики, а на северным распространены виды Artemisa sieberi, Halocnemum strobilaceum и Seidlitzia rosmarinus. Среди млекопитающих, которые заселяют массив, можно назвать персидского леопарда, иранского гепарда, дикую козу и капского зайца.
В горном массиве и прилегающем регионе для сохранения популяции животных охота на них запрещена.